# Straupitz (Spreewald)
Straupitz (Spreewald) (dolnołuż. Tšupc (Błota)) – gmina w Niemczech w kraju związkowym Brandenburgia, w powiecie Dahme-Spreewald, siedziba urzędu Lieberose/Oberspreewald. Leży na Łużycach Dolnych.

## Historia

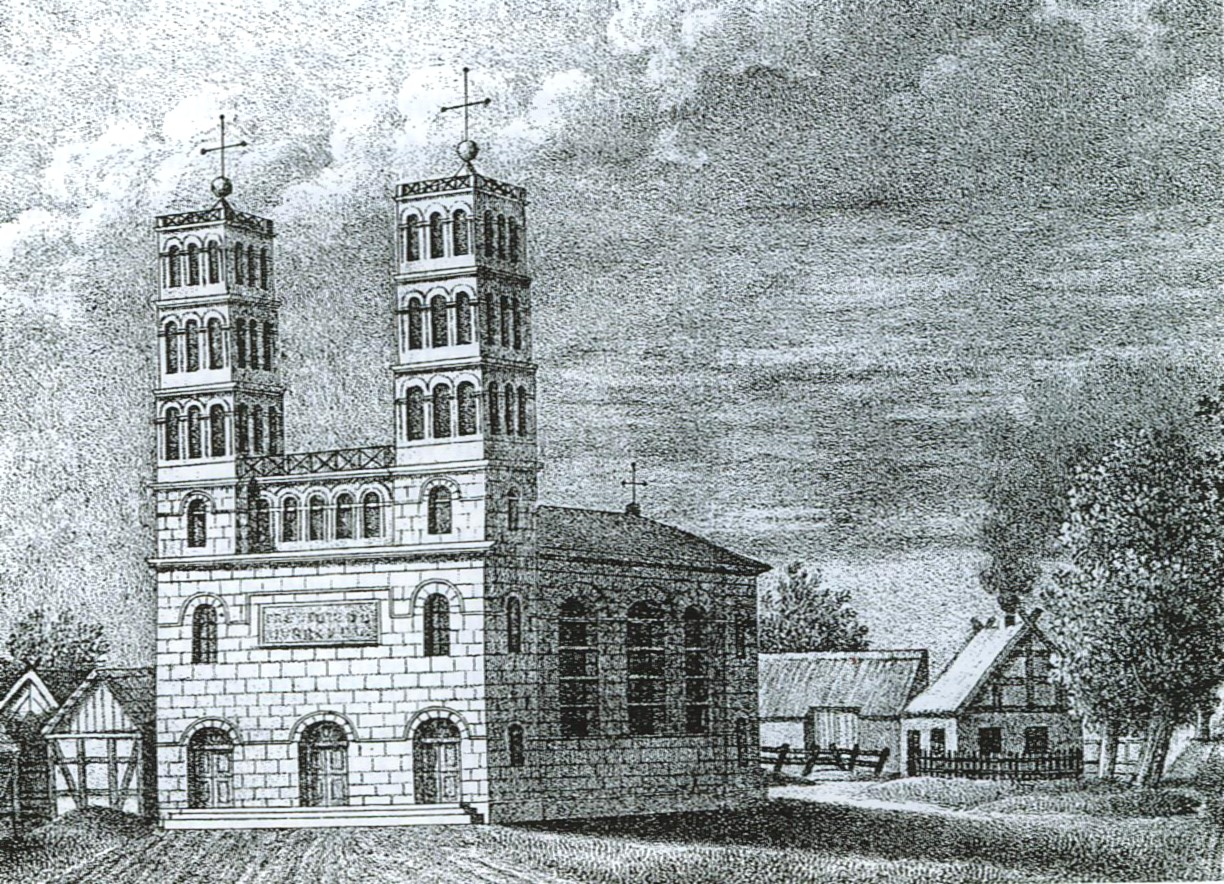
Kościół luterański w XIX w.

Najstarsza wzmianka o miejscowości pochodzi z 1294 r. W 1541 r. urodził się tu serbołużycki teolog i tłumacz Albin Moller – wydawca pierwszej drukowanej książki w języku dolnołużyckim. Do 1635 miejscowość znajdowała się pod panowaniem Korony Czeskiej, po czym przeszła w ręce Elektoratu Saksonii. W 1655 Straupitz zakupił generał Christoph von Houwald. Jako stolica państwa stanowego miejscowość pozostawała w posiadaniu Houwaldów aż do zajęcia przez Armię Czerwoną w kwietniu 1945 r. W czasie przynależności do Christopha Willibalda von Houwalda, majątek stał się przedmiotem roszczeń ze strony Henryka Brühla. W 1776 r. w Straupitz kwaterował Jan Henryk Dąbrowski. Na mocy postanowień kongresu wiedeńskiego w 1815 r. miejscowość przeszła wraz z Dolnymi Łużycami we władanie Prus, wraz z którymi w 1871 znalazła się w granicach Niemiec. Do połowy XIX w. przeważała tu liczebnie ludność łużyckojęzyczna. Arnošt Muka odnotował w 1880 proces odchodzenia młodszego pokolenia mieszkańców wsi od języka łużyckiego na rzecz niemieckiego.

## Zabytki
- Pałac Houwaldów z lat 1794-1798 (późnobarokowy)
- Spichlerz z XVIII w.
- Kościół luterański z 1832 r. - pierwowzór niezachowanego kościoła św. Piotra w Poznaniu
- Wiatrak holenderski z 1850 r.
- Willa Houwaldów z lat 1885-1886
- Dworzec kolei wąskotorowej
- Dom parafialny

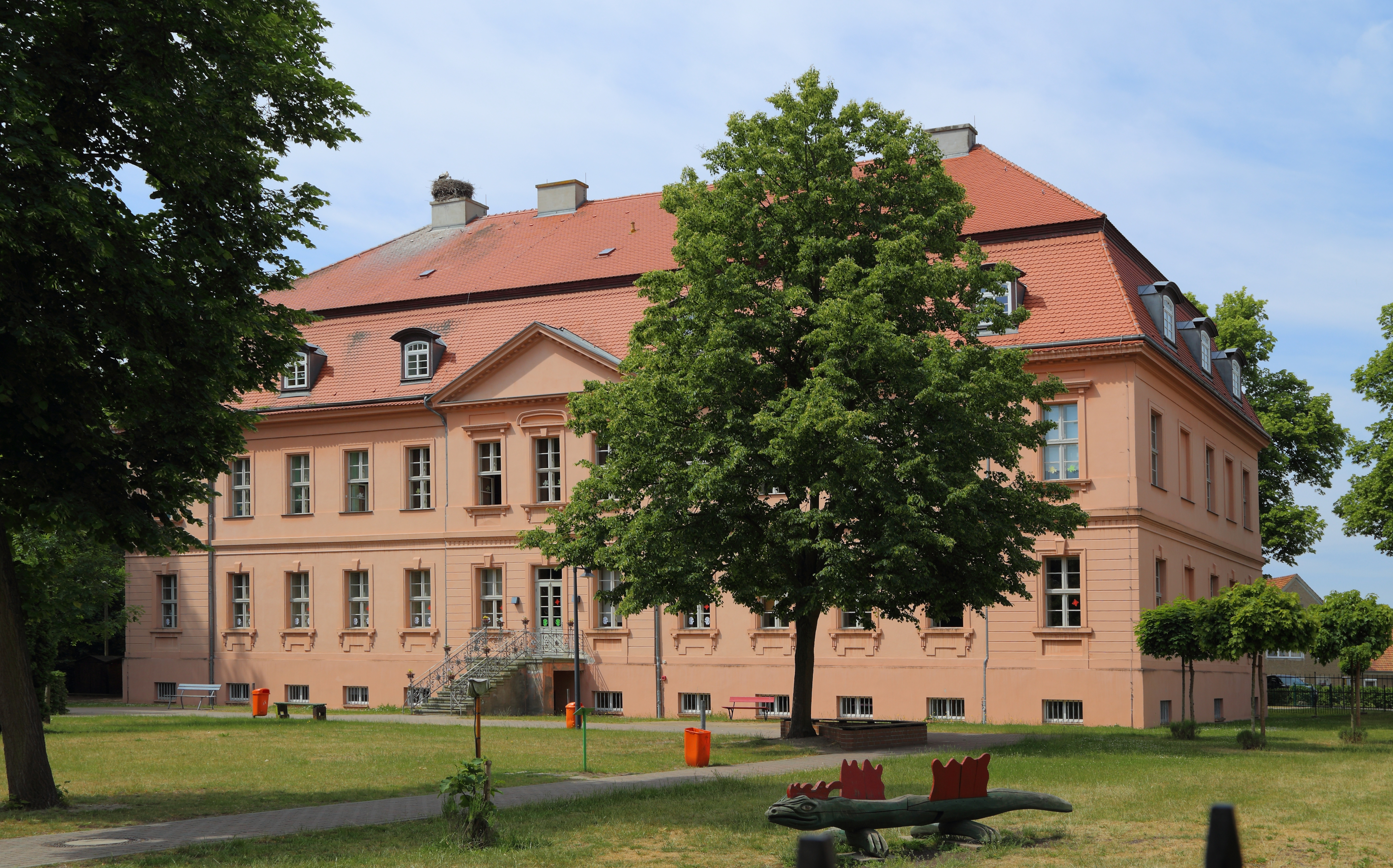
Pałac Houwaldów
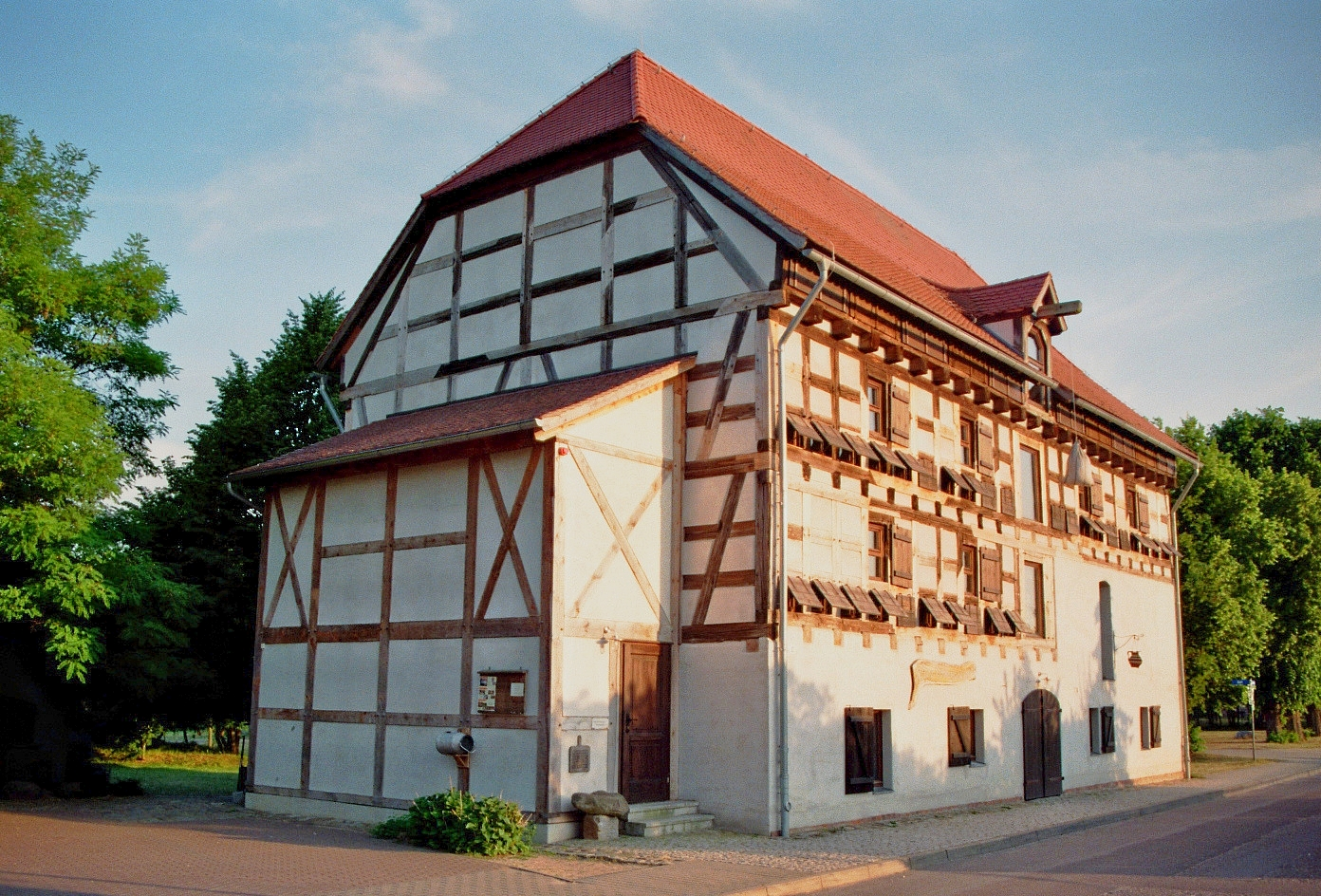
Spichlerz
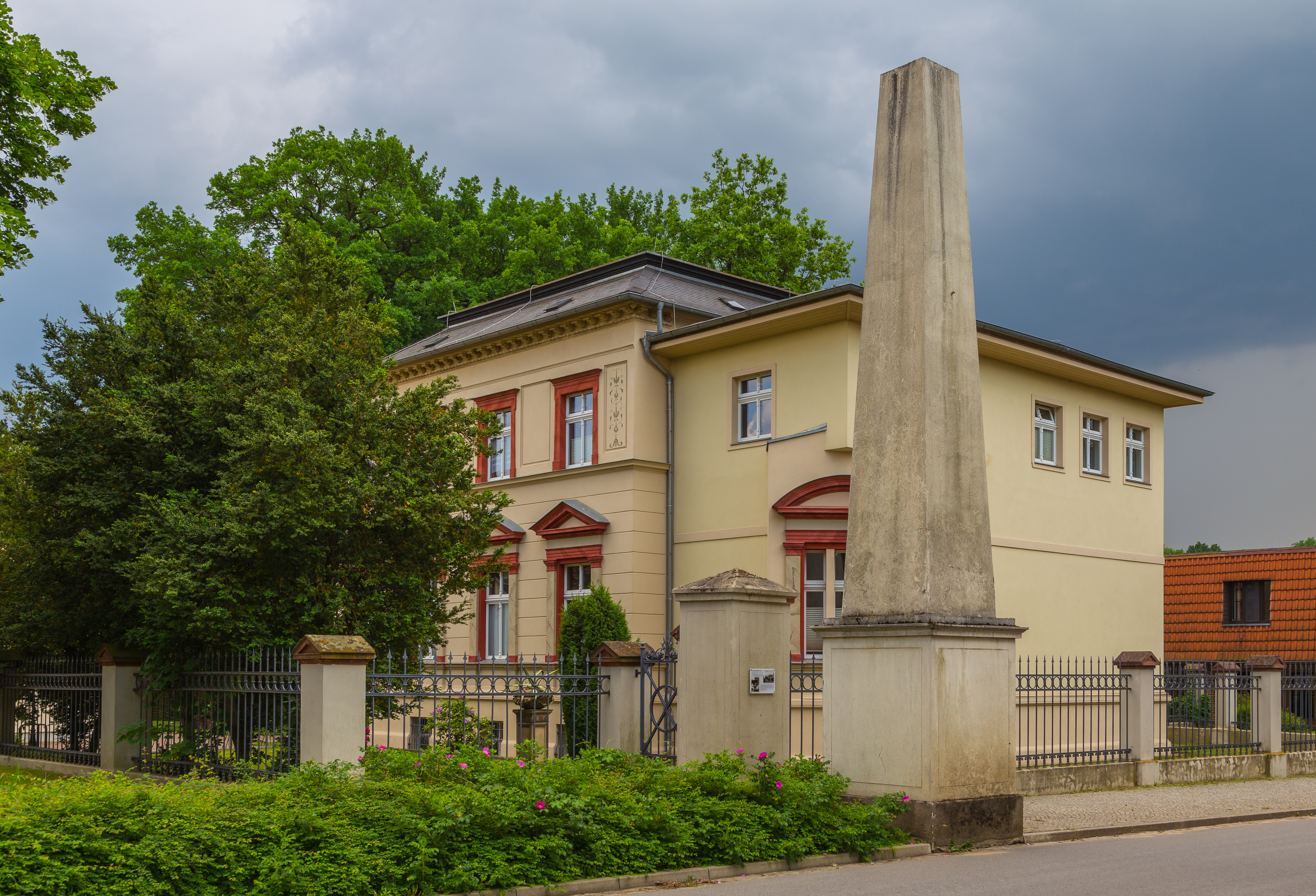
Willa Houwaldów